# 나스시오바라시
나스시오바라시(일본어: 那須塩原市)는 일본 도치기현 북부에 있는 시이다. 2005년 1월 1일에 구로이소시, 나스군 니시나스노정, 시오바라정의 신설 합병으로 성립하였다. 인구는 사노시에 이어 현내 5위, 현 북부에서 가장 인구가 많은 시이다.

## 지리
도쿄에서 북쪽으로 약 150km, 현청 소재지 우쓰노미야시에서 약 50km 떨어져 있고 도쿄-센다이의 거의 중간에 위치하며 광대한 나스노가하라 일대를 차지하고 있다. 서쪽으로 다카하라산, 북쪽으로 오사비 산지, 나스다케가 늘어서 있는 산악부가 있고, 북동쪽에서 나카강, 남서쪽에서 호키가와강이 남동 방향으로 흐르며 그 중앙에는 남서에서 북동으로 도호쿠 신칸센과 우쓰노미야선(도호쿠 본선), 도호쿠 자동차도, 국도 4호선 등 간선 교통망이 종관한다.
니시나스노역이 있는 니시나스노 지구는 시오바라 온천, 오타와라시로의 관문이 되고 있고 일본 유수의 리조트인 나스 고원으로의 관문인 구로이소와 함께 현 북부 지역의 교통 요충지가 되고 있다.
북서부의 산악부가 면적의 거의 반을 차지하고 나머지 반은 나카강, 사비강, 호키가와강 등의 하천에 의해 형성된 완만한 경사의 평지가 펼쳐진 복합 선상지이다. 구로이소역과 니시나스노역 주변에는 예전부터 중심 시가지가 형성되었고 니시나스노역과 구로이소역의 중간에 있는 나스시오바라역 주변은 신칸센 개통과 함께 서쪽으로 신시가지가 형성되어 미래에 새 시청 건설 계획이 있다. 산악부에는 시오바라 온천향과 나스 온천향 등 풍부한 온천이 있다.
시정촌 광역 합병으로 생겨난 시이기 때문에 시가지가 니시나스노역 주변, 구로이소역 주변 외에 오하라마 지구(나스시오바라역 주변)와 시오바라 후루마치 지구 등으로 나뉜 다핵 도시이다.

### 인접한 지자체
- 도치기현
  - 오타와라시
  - 야이타시
  - 닛코시
  - 나스군 나스정
  - 시오야군 시오야정

- 후쿠시마현
  - 미나미아이즈군 미나미아이즈정, 시모고정
  - 니시시라카와군 니시고촌

## 역사
- 2005년 1월 1일 - 구로이소시, 나스군 니시나스노정, 시오바라정의 신설 합병으로 성립하였다.

## 교통

### 철도
- 동일본 여객철도
  - 도호쿠 신칸센
  - 우쓰노미야선(도호쿠 본선)

### 도로
- 도호쿠 자동차도
- 국도 제4호선
- 국도 제400호선
- 국도 제461호선

## 인구
| 연도 | 인구    | ±%     |
| ---- | ------- | ------ |
| 1920 | 35,992  | —      |
| 1930 | 40,465  | +12.4% |
| 1940 | 44,613  | +10.3% |
| 1950 | 60,471  | +35.5% |
| 1960 | 60,948  | +0.8%  |
| 1970 | 69,009  | +13.2% |
| 1980 | 85,436  | +23.8% |
| 1990 | 97,771  | +14.4% |
| 2000 | 110,828 | +13.4% |
| 2010 | 117,706 | +6.2%  |

## 기후
| 나스시오바라시 구로이소의 기후                               | 나스시오바라시 구로이소의 기후 | 나스시오바라시 구로이소의 기후 | 나스시오바라시 구로이소의 기후 | 나스시오바라시 구로이소의 기후 | 나스시오바라시 구로이소의 기후 | 나스시오바라시 구로이소의 기후 | 나스시오바라시 구로이소의 기후 | 나스시오바라시 구로이소의 기후 | 나스시오바라시 구로이소의 기후 | 나스시오바라시 구로이소의 기후 | 나스시오바라시 구로이소의 기후 | 나스시오바라시 구로이소의 기후 | 나스시오바라시 구로이소의 기후 |
| 월                                                           | 1월                            | 2월                            | 3월                            | 4월                            | 5월                            | 6월                            | 7월                            | 8월                            | 9월                            | 10월                           | 11월                           | 12월                           | 연간                           |
| ------------------------------------------------------------ | ------------------------------ | ------------------------------ | ------------------------------ | ------------------------------ | ------------------------------ | ------------------------------ | ------------------------------ | ------------------------------ | ------------------------------ | ------------------------------ | ------------------------------ | ------------------------------ | ------------------------------ |
| 역대 최고 기온 °C (°F)                                       | 15.3 (59.5)                    | 20.6 (69.1)                    | 22.9 (73.2)                    | 28.4 (83.1)                    | 31.8 (89.2)                    | 33.2 (91.8)                    | 35.1 (95.2)                    | 35.3 (95.5)                    | 33.1 (91.6)                    | 28.8 (83.8)                    | 22.7 (72.9)                    | 22.0 (71.6)                    | 35.3 (95.5)                    |
| 일평균 최고 기온 °C (°F)                                     | 5.6 (42.1)                     | 6.6 (43.9)                     | 10.4 (50.7)                    | 16.1 (61.0)                    | 21.0 (69.8)                    | 23.9 (75.0)                    | 27.3 (81.1)                    | 28.6 (83.5)                    | 24.8 (76.6)                    | 19.3 (66.7)                    | 13.8 (56.8)                    | 8.3 (46.9)                     | 17.1 (62.8)                    |
| 일일 평균 기온 °C (°F)                                       | 0.9 (33.6)                     | 1.5 (34.7)                     | 4.9 (40.8)                     | 10.2 (50.4)                    | 15.5 (59.9)                    | 19.1 (66.4)                    | 22.8 (73.0)                    | 23.8 (74.8)                    | 20.1 (68.2)                    | 14.5 (58.1)                    | 8.5 (47.3)                     | 3.3 (37.9)                     | 12.1 (53.8)                    |
| 일평균 최저 기온 °C (°F)                                     | −3.9 (25.0)                    | −3.4 (25.9)                    | −0.6 (30.9)                    | 4.2 (39.6)                     | 9.8 (49.6)                     | 14.8 (58.6)                    | 19.2 (66.6)                    | 20.1 (68.2)                    | 16.2 (61.2)                    | 9.8 (49.6)                     | 3.1 (37.6)                     | −1.8 (28.8)                    | 7.3 (45.1)                     |
| 역대 최저 기온 °C (°F)                                       | −12.1 (10.2)                   | −12.2 (10.0)                   | −11.1 (12.0)                   | −6.1 (21.0)                    | −0.2 (31.6)                    | 5.8 (42.4)                     | 9.3 (48.7)                     | 11.1 (52.0)                    | 6.6 (43.9)                     | −1.6 (29.1)                    | −6.0 (21.2)                    | −11.0 (12.2)                   | −12.2 (10.0)                   |
| 평균 강수량 mm (인치)                                        | 32.9 (1.30)                    | 32.4 (1.28)                    | 81.0 (3.19)                    | 111.0 (4.37)                   | 143.3 (5.64)                   | 175.1 (6.89)                   | 254.5 (10.02)                  | 234.0 (9.21)                   | 230.3 (9.07)                   | 158.3 (6.23)                   | 73.9 (2.91)                    | 41.3 (1.63)                    | 1,552.5 (61.12)                |
| 평균 강수일수 (≥ 1.0 mm)                                     | 4.7                            | 5.2                            | 8.0                            | 10.0                           | 11.3                           | 14.5                           | 16.8                           | 14.3                           | 13.2                           | 9.9                            | 6.5                            | 5.4                            | 119.8                          |
| 평균 월간 일조시간                                           | 169.8                          | 166.8                          | 190.8                          | 189.6                          | 177.1                          | 122.4                          | 114.5                          | 134.2                          | 115.7                          | 134.7                          | 150.1                          | 157.4                          | 1,822.1                        |
| 출처: 일본 기상청 (평년값: 1991년~2020년, 극값: 1977년~현재) |                                |                                |                                |                                |                                |                                |                                |                                |                                |                                |                                |                                |                                |